# Константин Евфорвин Катакалон
Константин Евфорвин Катакалон (на средногръцки: Κωνσταντῖνος Εὐφορβηνὸς Κατακαλών, fl. ок. 1078 – 1108) е византийски военачалник от края на XI и началото на XII век – един от най-изтъкнатите пълководци от времето на император Алексий I Комнин.
В историческите извори Константин Евфорвин Катакалон се споменава по три различни начина – като Константин Евфровин, като Константин Катакалон и като Евфорвин Катакалон, тъй като според някои изледователи фамилното му име било Евфорвин, а Катакалон – негов прякор. Възможно е Константин да е произхождал от двата аристократични клана – и на Евфровините, и на Катакалоните, поради което да е използвал двете фамилни имена едновременно.
За първи път за Константин Евфорвин Катакалон се споменава в „Алексиада“ на Анна Комнина във връзка с кампанията на Алексий Комнин срещу въстаналия Никифор Вриений през 1078 г., в която Константин командва военния корпус на хоматинците и турците в битката при Калаври.
През 1094 г. Константин Евфорвин взима участие във Влахернския събор, който осъдил епископ Лъв Халкедонски. В регистрите на събитието Константин присъства с титлата протокуропалат и заема двадесето място сред присъстващите сановници и аристократи.
На следващата година Константин Катакалон се включил в кампанията на император Алексий I Комнин срещу нахлуващите от Паристрион кумани и техния съюзник – самозванеца Константин Лъже-Диоген. От императора Константин Евфорвин получил писмена заповед да събере хората на Манастър и Михаил Анема и да се отправи срещу куманите, които успеят да преминат на юг от Стара планина (Зигос), като ги преследва и напада изненадващо. След като куманите успели да преминат планинските клисури и превзели Голое заради предателството на неговите жители, Константин нападнал изненадващо онези от тях, които излезли от крепостта за фураж, и пленил около 100 души. Когато по-късно се срещнали лично, императорът удостоил по този повод Константин с титлата новилисим. Малко по-късно Алексий I Комнин изпраща Константин Катакалон в помощ на обсадения от куманите Адрианопол и неговия управител Никифор Вриений, като заповедите към Константин били да влезе в града откъм Калатидите и да нападне куманите през нощта. Обнадежден, че силите му ще останат незабелязани от врага, Катакалон веднага потеглил с войските си за Орестиада, но куманите узнали за приближаването му и ненадейно го нападнали с голяма конница, отблъснали го и го преследвали ожесточено. Малко след тези събития Константин Катакалон е изпратен в помощ на Алакасей, който с хитрост трябвало да примами Лъже-Диоген в крепостта Пуца. След като видял самозванеца да влиза в Пуца, а куманите да се разпръскат за фураж, Катакалон, който по заповедите на императора неотлъчно ги следвал, разположил частите си в близост до крепостта, където бил задържан Лъже-Диоген.
През 1096 г. Константин Евфорвин Катакалон е изпратен от Алексий I Комнин в Еленопол, Витиния, за да помогне на оцелелите кръстоносци от кръстоносния поход начело с Петър Пустинника, които преди това били почти напълно изтребени от селджуците. Евфорвин успял да прогони турците и довел Петър Пустинника в Константинопол.
Около 1100 г. Константин Евфорвин е назначен за дука на Кипър и остава на този пост до 1102/1104 г. Върху открити печати от времето, в което Константин е служил като кипърски дука, той е назован с титлата куропалат.
През 1108 г. Константин Катакалон е част от делегацията, изпратена при норманския принц Боемунд, който по това време обсажда Дирахиум. Пратеничеството убеждава Боемунд да започне преговори с императора и го придружава до императорския лагер в Диаболис, където е подписано споразумение.
Константин Евфорвин е бил един от най-доверените и заслужили хора на император Алексий I Комнин. В замяна на това неговият син Никифор е оженен за втората дъщеря на императора – Мария Комнина, от която имал трима сина – Йоан, Андроник и Алексий, – и три дъщери.